# O Sertão das Memórias
O Sertão das Memórias é um road-movie brasileiro, é uma ficção de drama rural de 1996. A direção e roteiro pertencem ao cineasta José Araújo, tendo como seu primeiro projeto.
Um filme dramático, que mistura religião com termos geográficos do Nordeste, mostrando diversas figuras do  nordeste brasileiro, como Maria, Dragão e Antero.

## Sinopse
Maria, uma reencarnação feminina de Jesus, é posta a ela a missão de rezar pelas terras do sertão do Brasil. Ela segue viajando por favelas, cidades e paisagens rurais, com o seus traços no rosto de origem nordestina. Conhecendo diversas figuras modernas, velhas, idosas, crianças e adultas, entre essas pessoas, ela se depara com Antero, um trabalhador típico do sertanejo e profeta do fim-do-mundo. Além do grande relacionamento, ela também se envolve com o inimigo explorador, denominado como Dragão, o qual é o maior motivo de reza dela e de Antero para afasta-lo. O casal é considerado um símbolo heroico perante o sofrimento nordestino, sendo como um atalho para o diretor de mostrar a vida em comunidade em Maraíma, perante também as influências militares. 

## Produção
A produção foi financiada pela Prefeitura de Fortaleza, Prefeitura de Miraíma, cidade natal do diretor José Araújo, SECULT – Secretária de Cultura e Desporto e também pelo Governo do Estado do Ceará. Teve a participação da companhia Ganesch Produções, envolvendo José Araújo e a americana Michelle Yasmine Valladares. 

## Elenco
- Maria Emilce Pinto....Maria
- Antero Marques Araújo....Antero
- Tonheira Louredo....Oráculo
- Francisco Neto....Davi
- Jose Francisco....Santo
- Ednardo Braga....Ednardo
- Padre Juvemar Matos....Padre

## Lançamento
O Sertão das Memórias foi lançado na mesma época nacionalmente e mundialmente, no dia 6 de setembro de 1996 estava sendo exibidas em diversas salas de cinemas brasileiros e estrangeiros.

### Recepção da crítica
As criticas redirecionadas para o longa-metragem foram bem positivas, chegaram a dizer que foi desde uma renovação até forças ao cinema. Fazendo com que José Araújo se destacasse como um grande cineasta em Nova Iorque. 
José Araújo foi prestigiado por não rodar o mundo atrás de um bom ator, quando se tinha pessoas reais para interpretar papéis reais, na intenção de reproduzir a sensibilidade. “Dessa maneira a vida não deveria imitar a arte... ou seria o inverso?” Palavras de Jorge Piero., o mesmo critico diz que O Sertão das Memórias nasceu Cult, pois não serve para o interesse do mercado que visa lucro.
“Dado o  seu tom místico, ricamente tecido em preto e branco, em partitura de Naná Vasconcelos, O Sertão das Memórias pode bem conseguir o status Cult de Koyaanisqatsi.” B. Ruby Rich, the village voice.  Apontado como muito bem sucedido nos Estados Unidos, a partir do livro sobre cortes em direção geral.
“Deve-se ir o mais longe desde que não se perca o que está perto; pois o que está perto é a sua vida, é onde você se sente em casa, é o lugar que, sem o qual, nem a política nem o poder fazem qualquer sentido.” Ruy Gardnier. Para Ruy, O Sertão das Memórias é um filmo político, na verdade micropolítico, coisa rara dos anos 90.  

## Prêmios
| Ano  | Prêmio                               | Categoria                     | Resultado | Ref.  |
| ---- | ------------------------------------ | ----------------------------- | --------- | ----- |
| 1996 | Sundance Film Festival               | Melhor Filme Latino-Americano | Venceu    | [ 2 ] |
| 1996 | Festival de Berlim                   | Urso de Prata                 | Venceu    | [ 2 ] |
| 1996 | Festival de Berlim                   | Melhor filme do Forúm         | Venceu    | [ 3 ] |
| 1996 | CNBB                                 | Margarida de Prata            | Venceu    | [ 3 ] |
| 1996 | Encontro de Cinema da América Latina | Prêmio Especial               | Venceu    | [ 2 ] |